# Submarine (EP)
| Đánh giá chuyên môn | Đánh giá chuyên môn |
| Điểm trung bình     | Điểm trung bình     |
| Nguồn               | Đánh giá            |
| ------------------- | ------------------- |
| Metacritic          | 74/100              |
| Nguồn đánh giá      |                     |
| Nguồn               | Đánh giá            |
| Allmusic            | [ 2 ]               |
| Addict music        | [ 3 ]               |
| Crackle Feedback    | [ 4 ]               |
| The Independent     | [ 5 ]               |
| Pitchfork           | (7.6/10)            |

Submarine là EP đầu tay của Alex Turner - ca sĩ hát chính của Arctic Monkeys. EP được phát hành ngày 18 tháng 3 năm 2011 tại Vương quốc Anh. EP gồm sáu bài hát từ phim Submarine và được phát hành bởi Domino Records. Submarine là phim đầu tay của Richard Ayoade, dựa trên tiểu thuyến cùng tên của Joe Dunthorne.

## Âm nhạc
Tất cả bài hát được sáng tác và thể hiện bởi Turner, với sự giúp đỡ phối nhạc bởi James Ford. Đây là lần đầu tiên Turner thử sức với vai trò đơn ca, Turner thay đổi phong cách rock thường lệ sang acoustic (nhạc mộc). "Piledriver Waltz" sau đó được tái thu âm bởi Arctic Monkeys để cho vào album Suck It and See.

## Danh sách bài hát
Tất cả lời bài hát được viết bởi Alex Turner; tất cả nhạc phẩm được soạn bởi Alex Turner và James Ford.
| STT              | Nhan đề                            | Thời lượng |
| ---------------- | ---------------------------------- | ---------- |
| 1.               | "Stuck on the Puzzle (Intro)"      | 0:54       |
| 2.               | "Hiding Tonight"                   | 3:07       |
| 3.               | "Glass in the Park"                | 4:00       |
| 4.               | "It's Hard to Get Around the Wind" | 4:07       |
| 5.               | "Stuck on the Puzzle"              | 3:31       |
| 6.               | "Piledriver Waltz"                 | 3:25       |
| Tổng thời lượng: | Tổng thời lượng:                   | 19:04      |

## Bảng xếp hạng
| BXH (2011)                                | Vị trí cao nhất |
| ----------------------------------------- | --------------- |
| French Albums (SNEP)                      | 97              |
| Irish Albums (IRMA)                       | 56              |
| UK Albums Chart (Official Charts Company) | 35              |

## Thành phần tham gia
- Alex Turner - hát bà guitar mộc (tất cả bài hát), electric guitar (tracks 3, 5, and 6)
- James Ford - piano (bài 1, 3, 5, và 6), bàn phím (bài 2 và 6), guitar bass (bài 5 và 6), trống (bài 5 và 6)[11]
- Bill Ryder-Jones - guitar điện (bài 2), guitar mộc (bài 4)
- The Composers Ensemble - bộ dây (bài 6)
- Owen Pallett - chỉnh sửa bộ dây